# 오쓰슈쿠

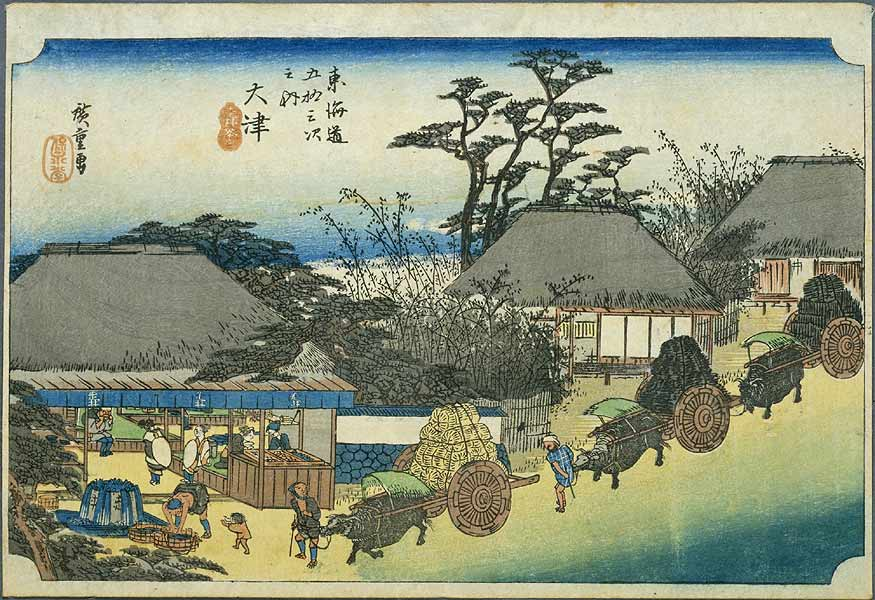
우타카와 히로시게 『도카이도 오십삼차・오오츠』

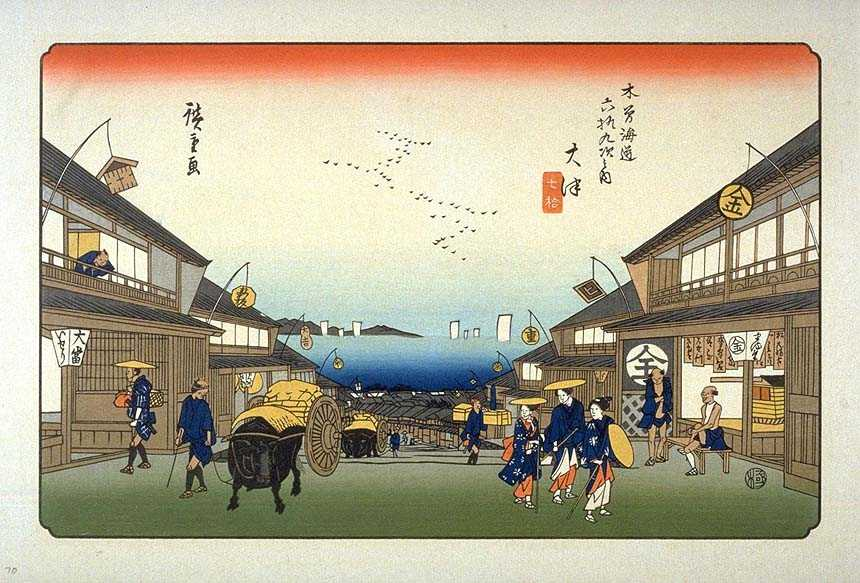
우타가와 히로시게 『키소 카이도 육십구차・오오츠』

오오츠슈쿠/오오츠쥬쿠(일본어: 大津宿 おおつしゅく/おおつじゅく[*])는 도카이도 53번 (→도카이도 오십삼차)의 슈쿠바로, 현재는 시가현 오오츠시에 해당한다. 도카이도 오십삼차 중 최대의 슈쿠바이다.

## 차석 부설
에도 시대, 오오츠와 교토를 잇는 옛 도카이도 구간에서는 우차(牛車)의 왕래를 원활하게 하기 위해, 길에 "차석(車石)"이라 불리는 화강암 돌이 깔렸다. 메이지 시대에 마차의 이용이 진행되자, 차석은 철거되고, 철거된 차석은 돌담 등으로 이용되었다.

## 가까운 역
- 서일본여객철도 (JR서일본) 도카이도 본선 (비와호선) 오오츠역
- 케이한 케이신선 카미사카에마치역

## 사적 및 볼거리
- 러시아 황태자 조난의 땅 - 러시아 제국 황태자 니콜라이가 경비 중인 순경에게 베인 오오츠 사건의 사적. 사법권 독립을 지킨 판결로 역사에 남음.
- 후다노츠지(札の辻) - 고찰(高札)이 세워진 곳. 도카이도와 홋코쿠 가도와의 분기점이기도 하다.
- 혼진 터 - 메이지 천황의 행행(行幸)에도 사영되며, 이를 보여주는 비석이 세워져 있다.
- 세키세미마루 신사ㆍ하사(下社) - 시우등룡은 국가 중요문화재.

## 산죠오오하시까지의 사적 및 볼거리
- 세키세미마루 신사 상사(上社)
- 오우사카(逢坂) 종야등
- 오우사카 야마세키 터
- 요정(料亭) 카네요
- 겟신지
- 오오타니 세미마루 신사
- 히게챠야오이와케・오오츠슈쿠 내
- 야마시나 로쿠지조
- 산죠도오리 도표
- 덴지 천황릉
- 거북이 수불동(水不動)
- 난젠지
- 케아게 발전소
- 쿠리타구치(粟田口)
  - 쇼렌인
  - 치온인
- 타카야마 히코쿠로 상

## 근처 슈쿠바
도카이도
쿠사츠슈쿠 - 오오츠슈쿠 - (히게챠야오이와케) -  산죠 오오하시
　　　       　　　　　　　   │
　　　       　　　　　　　   └─── 후시미쥬쿠 (후시미 가도・나라 가도)

## 같이 보기
- 오오츠 주판
- 오오츠에